# Susan Greenfield

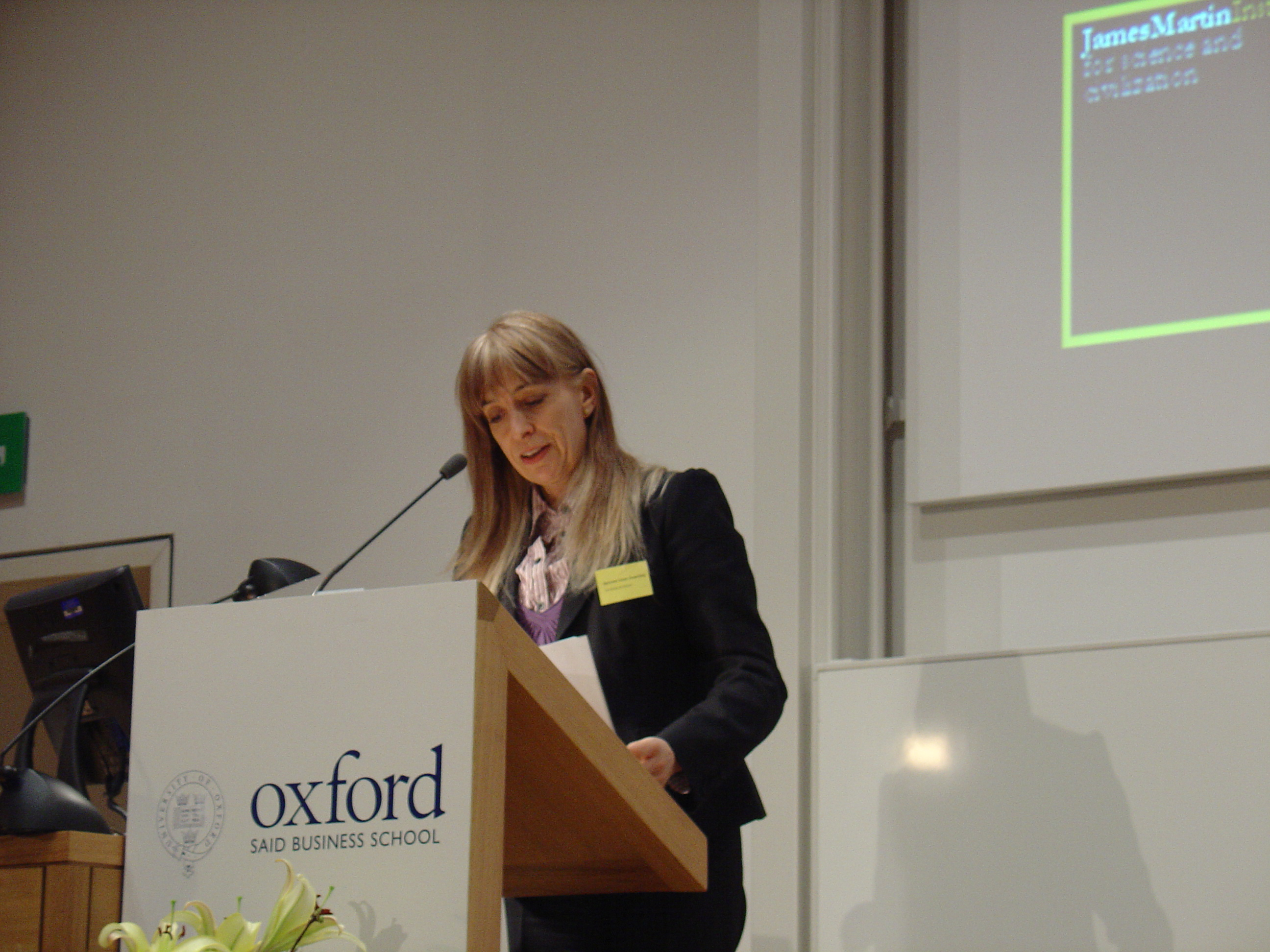
Susan Greenfield

Susan Adele Greenfield, Baroness Greenfield, CBE, (* 1. Oktober 1950 in London) ist eine britische Hirnforscherin, Schriftstellerin und als Life Peer Mitglied des House of Lords.

## Lebenslauf
Baroness Greenfield wuchs als Tochter einer Tänzerin und eines Maschinisten in der Borough of Hammersmith in Westlondon auf und besuchte dort die Godolphin and Latymer School. Als erstes Mitglied ihrer Familie schaffte sie den Sprung an die Universität und studierte am St Hilda’s College in Oxford, wo sie ein Studium der alten Sprachen und Psychologie begann und in Pharmakologie promovierte. 
Es folgten Forschungsaufenthalte am Collège de France, am Institut für Neurowissenschaften der Universität La Jolla, USA, und weiteren Universitäten im In- und Ausland. 1990 heiratete sie Peter Atkins, Professor für Chemie an der Universität Oxford. 
Von 1995 bis 1999 lehrte sie am Gresham College in London und wurde 1996 Professorin für Pharmakologie am Lincoln College der Universität Oxford. Seit 1998 ist Susan Greenfield Direktorin der Royal Institution of Great Britain. 2006 wurde sie als Rektorin an die Heriot-Watt University in Edinburgh berufen.
2001 wurde sie als Baroness Greenfield, of Ot Moor in the County of Oxfordshire, zur Life Peeress erhoben und ist seither Mitglied des House of Lords. Dort ist sie bei Abstimmungen nur sporadisch anwesend.

## Werk
Greenfield zählt gemäß der britischen Zeitung The Guardian zu den einflussreichsten Frauen Großbritanniens. Ihr Spezialgebiet ist die Physiologie des Gehirns mit den Forschungsgebieten Parkinson- und Alzheimer-Krankheit. Mit ihren Büchern zur Gehirnforschung, mit Radiobeiträgen, Fernsehsendungen und Interviews setzt sich Susan Greenfield für ein breiteres öffentliches Verständnis der Wissenschaften ein.

## Auszeichnungen
- 1994 hielt sie als erste Frau die renommierte Weihnachtsvorlesung der Royal Institution (Journey to the Centre of the Brain).
- 2000 wurde sie für ihre Verdienste zur Popularisierung der Wissenschaften zum Commander of the Order of the British Empire (CBE) ernannt.
- 2003 wurde sie als Ritter der französischen Ehrenlegion ausgezeichnet.

## Primärliteratur
- The Human Brain: A guided Tour, Verlag Basic Books Inc., U.S., Januar 1997, ISBN 0-465-00725-2, war mehrere Monate auf den britischen Bestsellerlisten

- Reiseführer Gehirn. Spektrum Verlag, Heidelberg, Berlin 2003, ISBN 3-8274-1429-6